# 漢中市市長列表
下表列出歷任漢中市市長：

## 县级南郑市市长
1949年12月6日，南郑被中国人民解放军占领，南郑城关五镇设南郑市直属陕甘宁边区汉中分区督察专员公署。
- 王立人，陕西华阴人，1949年12月-1951年2月在任。
- 王希侠，陕西西乡人，1951年2月-1953年6月在任。
- 王立岗，山东文登人，1953年7月-1954年1月在任。

## 县级汉中市市长
1954年1月1日，南郑市更名为汉中市，属汉中专区。
- 王立岗，山东文登人，1954年1月-1955年2月在任。
- 姚宜民，山东黄县人，1955年2月-1959年1月在任。
- 王立岗，山东文登人，1959年1月-1961年4月在任。
- 谭克智，山西吉县人，1961年4月-1964年6月在任。

## 汉中县县长
1964年6月5日，撤销汉中市，设立汉中县。
- 张　彬，山西河曲人，1964年6月-1965年7月在任。
- 吴硕州，江苏赣榆人，1965年7月-1968年8月在任。
- 慕生桂，陕西吴堡人，1968年-1975年任革委会主任。
- 谷　岗，山东惠民人，1975年-1978年任革委会主任。
- 赵康庆，山西方山人，1978年7月-1980年8月任革委会主任。

## 县级汉中市市长
1980年8月17日，恢复汉中市，撤销汉中县，直属陕西省汉中地区行政公署。
- 赵康庆，山西方山人，1980年8月-1981年1月任革委会主任。
- 白志超，陕西宝鸡人，1981年1月-1984年1月在任。
- 朱世荣，陕西汉中人，1984年1月-1987年5月在任。
- 牟全禄，陕西洋县人，1987年5月-1990年5月在任。
- 曹增津，天津市人，1990年5月-

## 汉中地区行署专员
- 杨久良，-1982年1月在任。
- 夏振兴，1982年1月-1983年4月在任。
- 张永福，1983年4月-1988年11月在任。
- 赵世居，1988年11月-1990年7月在任。
- 张肇敏，1990年7月-1991年10月在任。
- 杨吉荣，1992年3月-1994年2月在任。
- 张保庆，陕西城固人，1994年2月-1994年11月在任。
- 白云腾，陕西米脂人，1994年11月-1996年7月在任。

## 地级汉中市市长
1996年2月，撤销汉中地区与县级汉中市，设立地级汉中市市长。
1. 白云腾，陕西米脂人，1996年7月-1996年10月在任。
2. 韩耀武，1996年10月-1998年5月在任。
3. 胡　悦，陕西耀县人，1998年5月-2000年3月在任
4. 田　杰，天津市人，2000年3月-2003年4月在任。
5. 王成文，陕西澄城人，2003年4月-2005年8月在任。
6. 赵乐秦，陕西西安人，2005年8月-2008年1月在任。
7. 胡润泽，陕西岚皋人，2008年2月-2013年6月在任。
8. 王建军，陕西丹凤人，2013年7月-2017年1月在任。
9. 方红卫，陕西富平人，2017年2月-2021年1月在任。
10. 钟洪江，浙江诸暨人，2021年1月-2021年6月在任。
11. 张　烨，河北北戴河人，2021年6月-2023年3月在任。
12. 王建平，四川通江人，2023年3月就任。